# Niemojewiec
Niemojewiec [pronunciación en polaco: /ɲɛmɔˈjɛvjɛt͡s/] es un pueblo ubicado en el distrito administrativo de Gmina Raszków, dentro del distrito de Ostrów Wielkopolski, Voivodato de Gran Polonia, en el oeste de Polonia central. Se encuentra aproximadamente a 5 kilómetros al oeste de Raszków, a 7 kilómetros al noroeste de Ostrów Wielkopolski, y a 94 kilómetros al sureste de la capital regional Poznan.